# Vít Oftalmius Strakonický z Oskořína
Vít Oftalmius Strakonický z Oskořína (cca 1550 Strakonice – cca 1597/1598 Praha) byl právník, humanista, pedagog a erbovní měšťan Nového Města pražského.

## Život
V roce 1576 získal titul bakaláře svobodných umění na univerzitě ve Vídni a téhož roku se stal členem artistické fakulty univerzity v Praze a správcem školy u sv. Jiljí na Starém městě.
V roce 1579 se usadil na Novém Městě pražském, působil v mnoha úřadech městské a soudní správy: jako písař desetipanského soudu, od roku 1590 ve funkci císařského rychtáře a v roce 1594 převzal úřad primase Nového Města pražského. Roku 1591 byl majestátem císaře Rudolfa II., udělen erbovní titul „z Oskořína“ jemu a jeho dvěma přátelům, z nichž Trojan Nigelus z Oskořína byl profesorem artistické fakulty a v 90. letech 16. století jejím rektorem. Jeho rodinné poměry nejsou známy. Zemřel nejpozději během morové epidemie v letech 1597–1598, jak se domníval Hermenegild Jireček.

## Pedagog
Nejprve vyučoval na farní škole u sv. Jiljí, v níž byl také správcem. Dále působil na artistické fakultě pražské univerzity.

## Dílo
Roku 1585 sepsal v latině právní spis „Processus iuris municipalis Pragensis“, doplněk knihy Pavla Kristiana z Koldína „Práva městská v Království českém“. Spis byl ve své době populární, vyšel také v Jeně roku 1608 a v českém překladu.